# Jacobus Overduin
Jacobus Overduin (Leiden, 27 augustus 1902 - Veenendaal, 4 juni 1983) was een Nederlandse predikant binnen de Gereformeerde Kerken in Nederland. Hij werd bekend vanwege zijn openlijk protest tegen de beperking van het christelijk onderwijs door de nazi's. Hierdoor kwam hij in concentratiekamp Dachau terecht.

## Levensloop
Zijn vader was hervormd en een aanhanger van de theoloog Hermann Friedrich Kohlbrugge. Zijn moeder was christelijk-gereformeerd en bij die kerk volgde hij catechisatie. Na zijn voortgezette schoolopleiding (gymnasium) studeerde hij theologie aan de Vrije Universiteit te Amsterdam. Hij was predikant in Sleen (1930), Kampen (1933), Arnhem (1939), Amsterdam (1946 voor de evangelisatie-arbeid) en Veenendaal (1953-1964).
In 1942 werd hij betrokken bij de Arnhemse schoolstrijd. Hij preekte tegen het dreigende toezicht op het christelijk onderwijs door de Duitse bezetters. Hij deed dat in niet mis te verstane woorden, wetend wat er op het spel stond. Hij wist dat dit gevangenschap zou betekenen en was daarop voorbereid. Hij werd inderdaad aangehouden na een dienst in de Oosterkerk in Arnhem. Hij werd op diverse plaatsen in Nederland vastgehouden en daarna via kamp Amersfoort naar het concentratiekamp Dachau weggevoerd. Hij arriveerde er samen met bijna zeventig anderen. Slechts drie van hen overleefden het kamp. Na de oorlog heeft hij erover geschreven in het boek Hel en hemel van Dachau.
Overduin was volgens velen een bijzonder begaafd preker én spreker. Als jonge predikant benadrukte Overduin de sociale verantwoordelijkheid van de gelovigen en van de kerk en stond hij bekend als de 'rode dominee' van Sleen. Ook stond hij zeer kritisch tegenover het intellectualisme en rationalisme dat zich in allerlei vormen van kerkelijk werk (prediking, jeugdwerk, synodale besluiten) uitte en legde sterke nadruk op de beleving van het geloof. Hij was het niet eens met de kerkopvatting van Klaas Schilder. In latere jaren, vooral in de jaren 60 en 70, toen de preken van gereformeerde voorgangers meer horizontalistisch werden, met alle nadruk op wat wij mensen in deze wereld moeten doen, begon ds. Overduin nadrukkelijk het verticale aspect van het evangelie naar voren te brengen. Er werd van hem gezegd: ‘Hij is altijd zo evenwichtig, hij slaat nooit door naar uitersten, hij ziet altijd dat een zaak meerdere kanten heeft’.
In een interview met dr. Klaas Runia, ter gelegenheid van zijn tachtigste verjaardag, zei ds. Overduin: "In mijn prediking en pastoraat heb ik altijd een integraal evangelie willen brengen, dat Christus zowel Verlosser als voorbeeld is. Niet het één ten koste van een ander". Ook: "Ik erken dat het evangelie ruim is en dat het zich helemaal niet beperkt tot de menselijke ziel alleen, maar tot de hele mens, ja, tot de hele wereld. Maar we moeten niet vergeten, dat Christus - hoewel Hij de hele wereld op het oog heeft - altijd begint met het slaan van een bruggehoofd in het hart van de mens. Dat hij of zij wedergeboren wordt. Dat is voor alles noodzakelijk. Als je daar niet meer vanuit wilt gaan, wordt het evangelie gehumaniseerd tot een soort moraal of een idealisme en wordt Jezus uitsluitend een voorbeeld".
Zondag 1 van de Heidelberger Catechismus was hem uit het hart gegrepen. Hij zei eens: "Ik geloof niet dat je het beter kunt zeggen dan Zondag 1 van de Catechismus. De hele verlossing die Christus teweegbrengt in het mensenleven, die geweldige ommekeer; dat je niet meer zelf koning bent, maar dat je een andere Heer hebt gekregen, die tegelijkertijd Verlosser is. Het is de allesomvattende troost in leven en in sterven. Het is niet alleen aanzet tot stervensgenade, maar ook tot levensgenade, want je gaat voortaan Hem dienen. Ik blijf erbij dat je in Zondag 1 eigenlijk alles aantreft."

## Publicaties
- Het onaantastbare: over de christelijke hoop (1941)
- Hel en hemel van Dachau (1945)
- Naar een nieuw Psalter! (met Jac. Kort en J. van Wier Dz.) (1949)
- Suggestie en religie (met G. Brillenburg Wurth) (1950)
- Wat hebben wij tegen Rome te zeggen? (1951)
- Tact en contact: de moderne mens en het Evangelie (1958)
- Gods grote verrassing: de zaligsprekingen (1961)
- Wijs mij de weg (1965)
- Een brief op hoog niveau : de brief aan de Hebreeën
- Profetische vergezichten
- Zo waren ze ... pastorale herinneringen (1970)
- Is God dood of zijn wij dood? (met J. J. Buskes en Jac. van Dijk) (1971)
- Praten zonder antwoord? gedachten over het Onze Vader (1972)
- De kunst van het ziek zijn (1973)
- Worden als een man: over de geestelijke volwassenheid (3e druk, 1974)
- Is geloven moeilijker dan vroeger? (1980)
- Hier beneden is het... (1982)

## Trivia
- Jacobus Overduin wordt vaak verward met zijn broer Jan Overduin.

- Bibsys: 8060115
- Biografisch Portaal: 06806131
- Gemeinsame Normdatei: 1160731853
- International Standard Name Identifier: 0000 0000 8249 9941
- Library of Congress Control Number: n79116463
- Nationale Bibliotheek van Israël: 987007275431505171
- Nederlandse Thesaurus van Auteursnamen: 068664966
- Système universitaire de documentation: 075736543
- Virtual International Authority File: 63300472
- WorldCat: E39PBJd8dDgDRdtT4TdX6YgxjC